# Damian Abbiate
Damian Abbiate (* 13. März 1979) ist ein ehemaliger argentinischer Gewichtheber.
Er gewann bei den Südamerikameisterschaften 2000 in Santa Fe die Bronzemedaille in der Klasse bis 94 kg. Bei den Panamerikanischen Meisterschaften 2004 in Cali erreichte er in der Klasse bis 105 kg im Stoßen den fünften Platz, im Reißen hatte er jedoch keinen gültigen Versuch. 2008 wurde er bei den Panamerikanischen Meisterschaften in Callao Fünfter. Bei den Panamerikanischen Meisterschaften 2009 in Chicago wurde er bei der Dopingkontrolle positiv auf Nandrolon getestet und vom Weltverband IWF für zwei Jahre gesperrt.